# Johannes Pottinga
Johannes Pottinga (Harlingen, 22 april 1831 – Hoogeveen, 27 maart 1922) was een Nederlandse burgemeester.

## Leven en werk
Pottinga werd in 1831 in Harlingen geboren als zoon van de koopman Sijbe Pottinga en Petronella Regina van Enschut. Hij werd op 1 mei 1860 benoemd tot adjunct-directeur voor het fabriekswezen van de Maatschappij van Weldadigheid. Voor zijn benoeming had hij ervaring opgedaan in de textielnijverheid in Twente. Op 1 januari 1872 werd hij benoemd tot burgemeester van Diever. Op 1 januari 1875 werd hij geïnstalleerd als burgemeester van Vledder. In mei 1876 werd hij benoemd tot burgemeester van Zuidwolde. Met ingang van 1 november 1885 werd Pottinga benoemd tot burgemeester van Hoogeveen. De laatste functie vervulde hij ruim 27 jaar. Pottinga was medeoprichter van de "Maatschappij voor de Boschcultuur" te Zuidwolde en van de "Eerste Drentsche Stoomtramweg-Maatschappij" te Hoogeveen. Hij was commissaris van de "Drentsche Kanaalmaatschappij" te Hoogeveen. Bij Koninklijk Besluit van 28 augustus 1907 werd hij benoemd tot Ridder in de Orde van Oranje-Nassau. Per 1 januari 1913 werd hem eervol ontslag verleend als burgemeester. In 1913 werd hij als burgemeester van Hoogeveen opgevolgd door T. Lodder. Pottinga overleed in 1922 op 90-jarige leeftijd in Hoogeveen.
Pottinga figureerde als burgemeester van Hoogeveen in de roman Publieke Werken van Thomas Rosenboom. In de gelijknamige film werd zijn personage vertolkt door Hubert Fermin. In Hoogeveen is een straat naar hem genoemd.

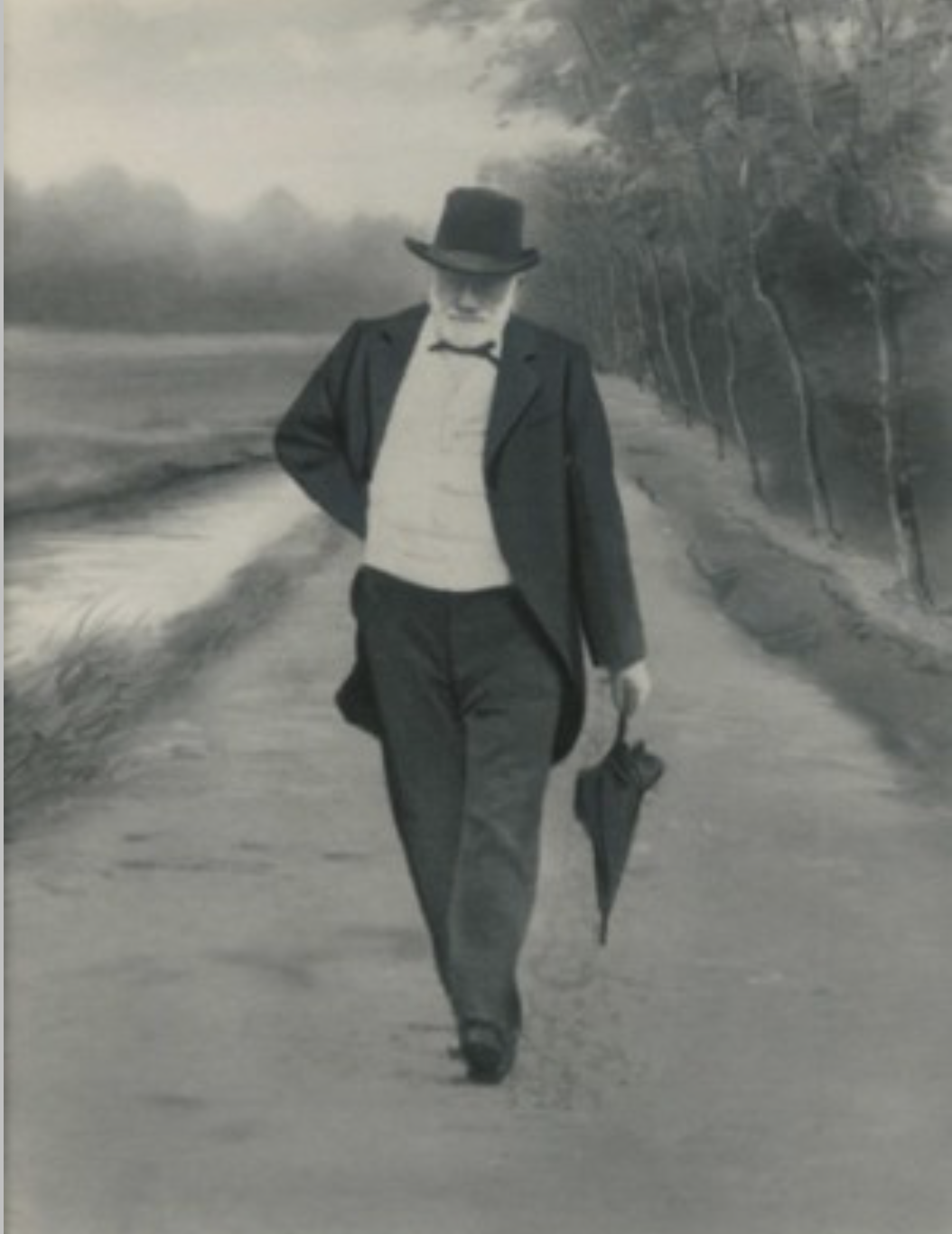
Pottinga op oudere leeftijd